# Villers-Faucon
Villers-Faucon è un comune francese di 678 abitanti situato nel dipartimento della Somme nella regione dell'Alta Francia.

## Società

### Evoluzione demografica
Abitanti censiti